# Lazzaro Spallanzani
Lazzaro Spallanzani (12 janvier 1729, Scandiano – 11 février 1799, Pavie) est un biologiste italien.

## Biographie
Lazzaro Spallanzani est né à Scandiano le 12 janvier 1729 de Giovanni Nicola Francesco, notaire, et de Lucia Ottavia Ziliani.
Il est le premier d'une famille de dix enfants. Dans sa ville natale il reçoit de son père les rudiments de la littérature et est initié à l'étude de la grammaire par le prêtre Ippolito Morsiani. À l'âge de douze ans, il reçoit la première tonsure des mains de l'évêque de Reggio d'Émilie. Dans cette ville, trois ans plus tard, à l'âge de 15 ans il suit des cours d'humanité et de rhétorique au collège jésuite de Reggio d'Émilie, puis suit des cours de droit à l'université de Bologne. Mais il se tourne vers les sciences ; on attribue son orientation scientifique à l'influence de Laura Bassi, professeur de physique dans cet établissement. Il étudie en effet avec elle la philosophie naturelle ainsi que les mathématiques. 
À l'âge de 25 ans il devient professeur de logique, de métaphysique et de grec à l'université de Reggio. En 1760, il est muté à Modène où il continue d'enseigner la philosophie, les mathématiques et le grec avec succès et assiduité, tout en consacrant son temps libre aux sciences naturelles. Il refuse plusieurs offres d'autres universités italiennes et celle de Saint-Pétersbourg, jusqu'en 1778 où il accepte l'invitation de Marie-Thérèse de Hongrie pour la chaire d'histoire naturelle à l'université de Pavie. Il devient également directeur du musée d'histoire naturelle de la ville, qu'il contribue à enrichir grâce aux collections ramenées de ses nombreux voyages sur les côtes méditerranéennes. En 1785, il est invité à Padoue mais obtient la permission de partir pour la Turquie avec le double de son salaire. Il y reste près d'une année, au cours de laquelle il réalise de nombreuses observations comme celle d'une mine de cuivre à Chachlik ou d'une mine de fer à Principi. Son retour est triomphal : à Vienne, il est reçu par Joseph II et, en arrivant à Pavie, il est accueilli par les acclamations des étudiants de l'université.
Les années suivantes, ses cours rassemblent plus de cinq cents étudiants. Son intégrité dans la gestion du musée est brièvement mise en cause, mais une enquête judiciaire l'innocente rapidement à la satisfaction de tous, même de ses accusateurs. En 1788, il visite le Vésuve et les volcans de l'île Lipari et de la Sicile, et rassemble les résultats de ses recherches dans un ouvrage, Viaggi alle due Sicilie ed in alcune parti dell'Appennino, publié quatre ans plus tard.
Lazzaro Spallanzani meurt d'un cancer de la vessie le 11 février 1799 à Pavie.

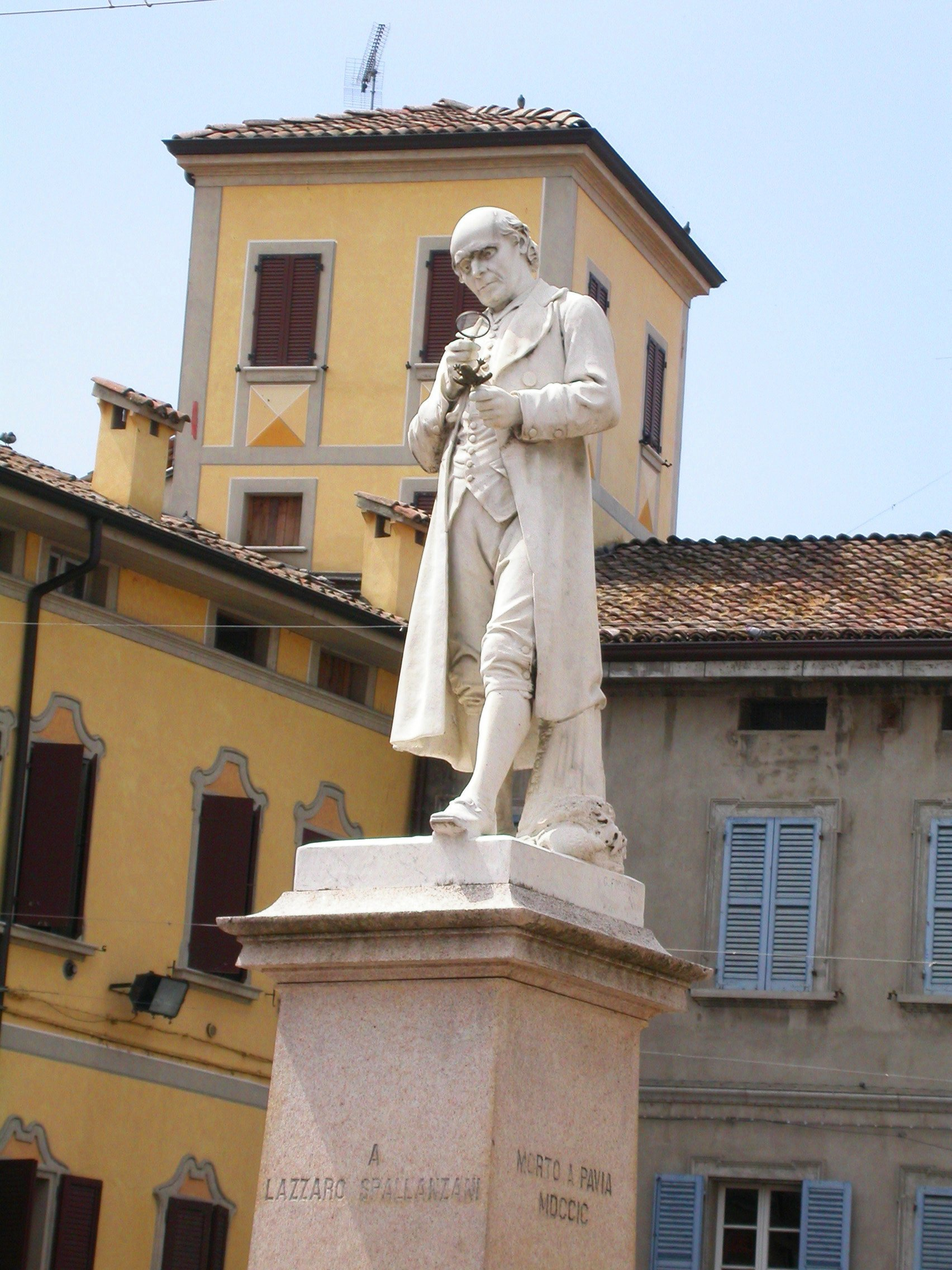
Statue de Spallanzani à Scandiano.

## Travaux

### Biologie

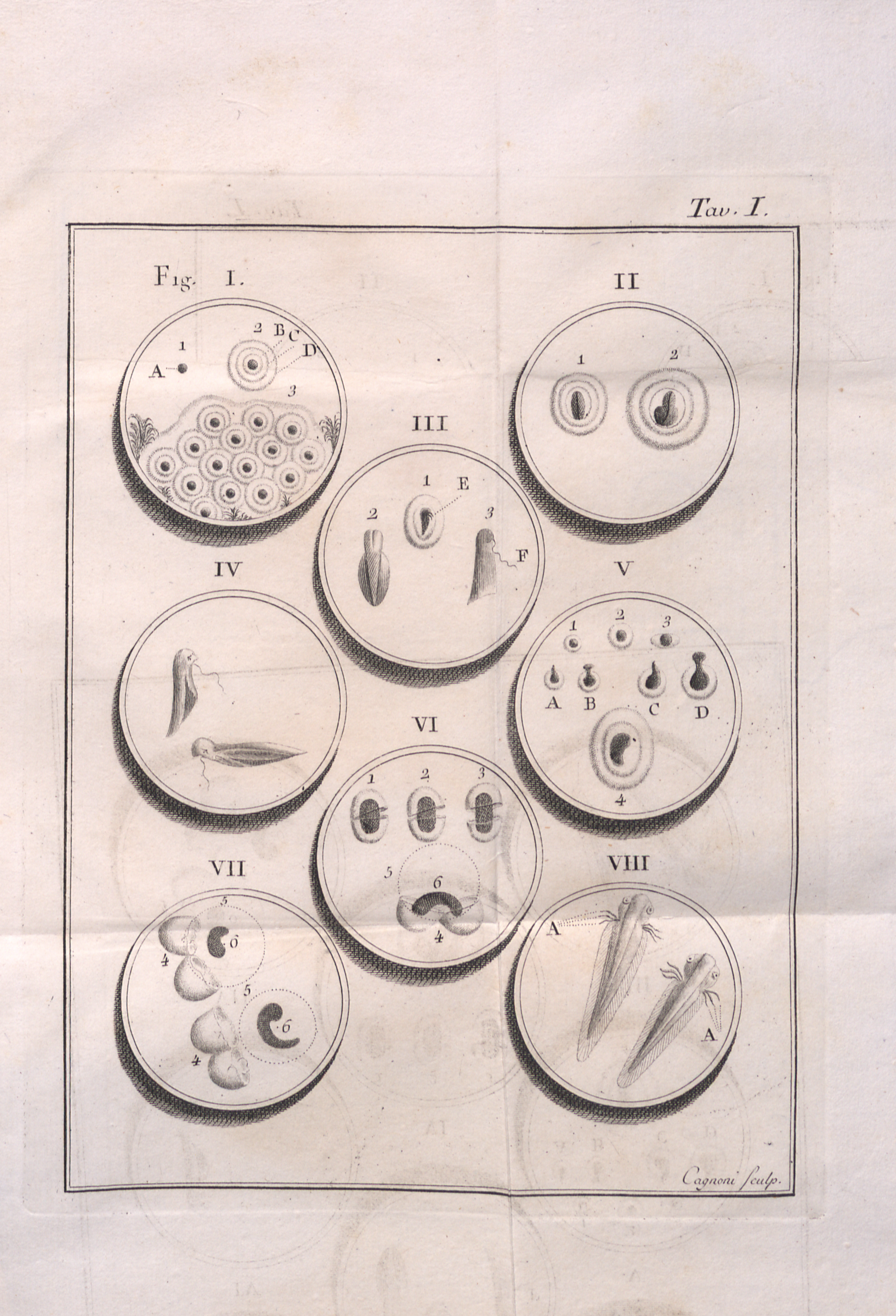
Dissertazioni di fisica animale e vegetabile, 1780.

Lazzaro Spallanzani étudie et réfute la théorie de la génération spontanée en 1765. Son expérience prouve que les microorganismes viennent de l'air et qu'ils sont tués par une ébullition suffisamment prolongée qui stérilise la préparation. Ces travaux participent à la remise en cause de la théorie de la génération spontanée, dont la répudiation n'adviendra que bien plus tard, grâce à Louis Pasteur.
L'abbé Spallanzani effectue aussi des travaux expérimentaux sur la reproduction animale, qui sont à l'origine de la découverte de la fécondation externe chez les grenouilles et les crapauds. Il découvre et décrit également que la reproduction des vertébrés requiert un spermatozoïde et un ovule : il met des petites culottes de vessie à des grenouilles et des crapauds ; ces dernières n'ont alors pas de descendance, ce qui montre l'effet fécondateur des spermatozoïdes. Il est le premier à réaliser une insémination artificielle sur un caniche femelle. Il montre que certains animaux, spécialement des lézards, peuvent régénérer certaines parties de leur corps lorsque celles-ci ont été blessées ou sectionnées.
Spallanzani fait aussi des travaux sur le système organique, comme la digestion.
À la suite des travaux de Réaumur, Spallanzani démontre l'action du suc gastrique sur la digestion des viandes et pratique des digestions artificielles. Il démontre que le suc gastrique dissout les aliments en faisant ingérer à un coq d'Inde deux tubes de bois contenant de la chair de veau cuite, mâchée, les tubes étant percés de trous afin que le suc gastrique puisse y pénétrer. Il les couvre seulement avec une toile pour en fermer l'entrée. Dans le tube qui sort au bout de 22 heures, il n'y a plus de traces d'aliments.
Spallanzani publie en 1794 ses travaux sur les chauves-souris : il leur ferme les yeux avec des boules de glu ou les brûle avec des aiguilles chauffées au rouge, pratiques considérées comme cruelles de nos jours, mais elles continuent de se déplacer facilement. Il montre ainsi qu'elles voient par écholocalisation.

### Géologie et volcanologie
L'abbé Spallanzani est influencé par les études d'Antonio Vallisneri sur les fossiles, les montagnes et l'origine des fontaines. Il soutient une dissertation sur l'origine des tremblements de terre et l'action possible du feu avant celle de l'eau sur la surface terrestre.
Après une longue interruption liée à ses travaux en biologie, il recommence à s'intéresser à la géologie au cours de voyages en Lombardie (1772) et en Suisse (1779) ; il y visite des mines pour récolter des minéraux. À partir de 1780, il fait en moyenne un voyage géologique par an, surtout dans les Alpes. Adepte d'études sur le terrain plutôt que d'études théoriques, il s'intéresse à la classification lithostratigraphique de Giovanni Arduino (it), dans laquelle il découvre des exceptions.
Il étudie le volcanisme du Vésuve, de l'Etna et des îles Éoliennes. Il cherche la cause du feu souterrain qui les anime, et propose l'hypothèse de la combustion de sulfures. Il s'intéresse à l'origine des basaltes, mais réfute les théories donnant une cause unique comme l'eau ou le feu.

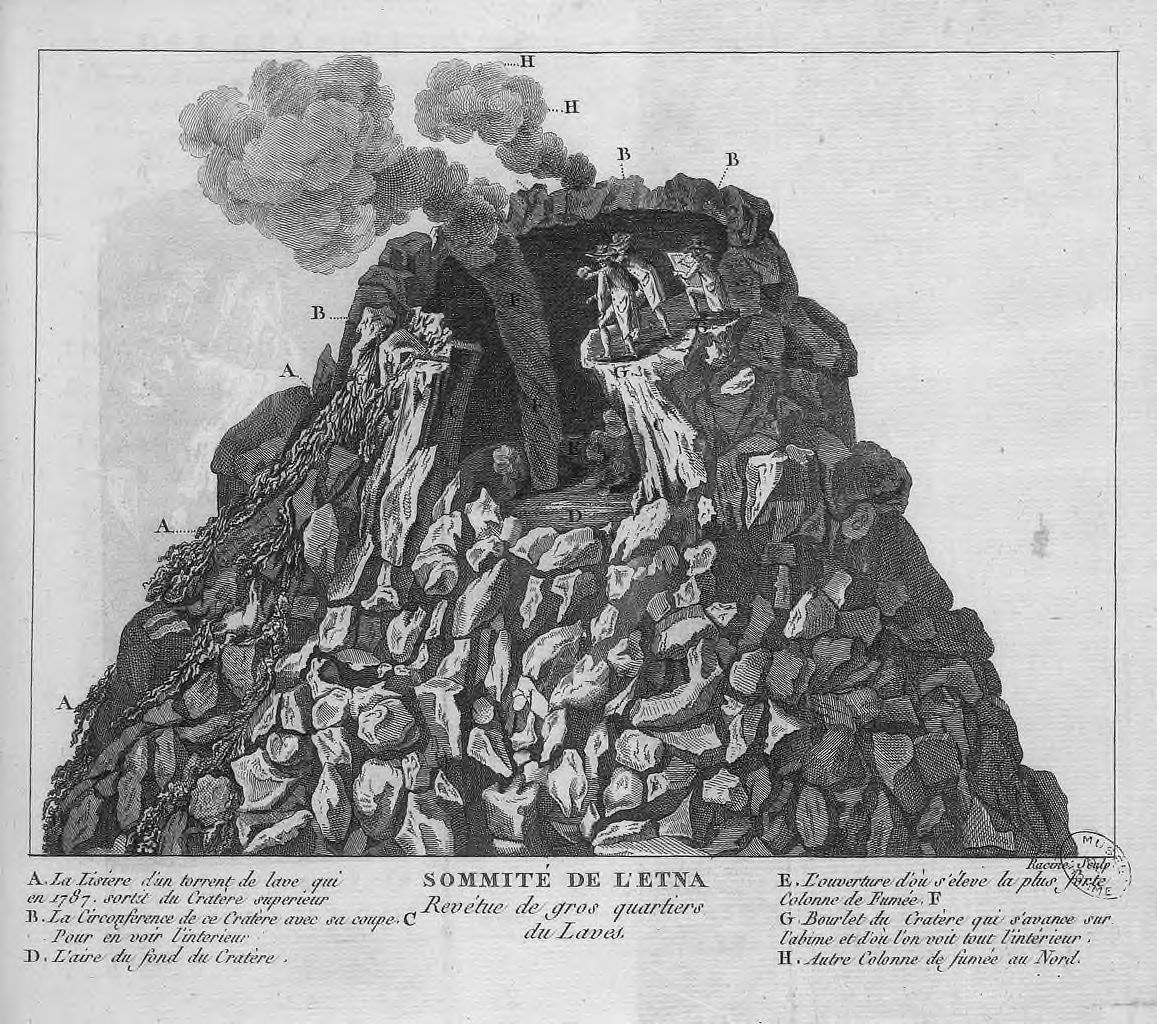
Sommité de l'Etna revêtue de gros quartiers de laves (illustration de Voyages dans les deux Siciles de Lazzaro Spallanzani,. Pl. dépl. 2 en reg. p. 304). J. B. Racine (graveur).

## Publications

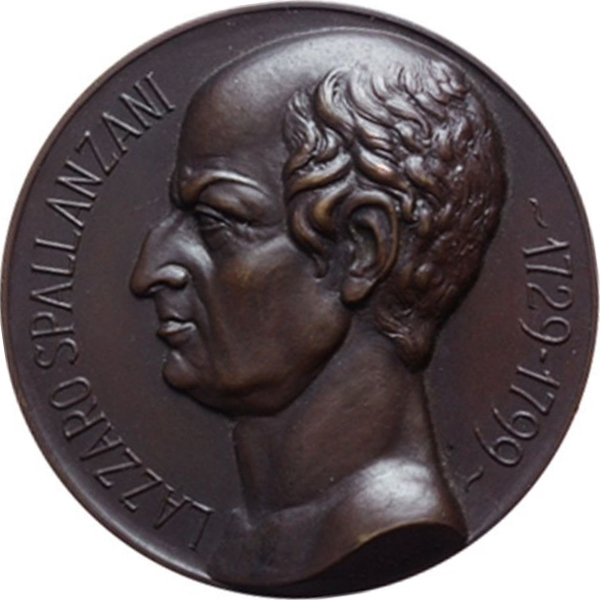
Médaille Spallanzani

- (it) Saggio di osservazioni microscopiche concernenti il sistema della generazione de' signori di Needham e Buffon, Modène, Bartolomeo Soliani, 1765[13]
  - Nouvelles recherches sur les découvertes microscopiques et la génération des corps organisés, trad. abbé Regley, Paris, 1769, avec des notes et recherches nouvelles de John Turberville Needham — En ligne : partie 1 ; partie 2
- (it) Dissertazioni due, Modène, Bartolomeo Soliani, 1765 (lire en ligne)
- (it) Dell'azione del cuore ne' vasi sanguigni nuove osservazioni, Giovanni Montanari, 1768 (lire en ligne)
- (it) Dissertazioni di fisica animale e vegetabile, Modène, Società tipografica, 1780 — En ligne : 1 ; 2
- Expériences sur la digestion de l'Homme et de différentes espèces d'animaux, Genève, Barthelemi Chirol, 1783[14] — Comprend un texte de Jean Senebier.
- (it) Viaggi alle Due Sicilie e in alcune parti dell'Appennino, Pavie, Baldassare Comino, 1792
  - En ligne : 1 ;2 ; 3 ; 4 ; 5.
  - Voyages dans les deux Siciles et dans quelques parties des Apennins (trad. G. Toscan), Paris, Librairie Maradan, 1800 (lire en ligne) — Avec des notes de Barthélemy Faujas de Saint-Fond
- (it) Lettere sopra il sospetto di un nuovo senso nei pipistrelli, Turin, Stamperia reale Torino, 1794 (lire en ligne)
- (it) Chimico esame degli esperimenti del sig. Gottling (en), Modène, Società tipografica Modena, 1796 (lire en ligne)

- (it) Manuscrits de Spallanzani
- (it) Charles Bonnet, Contemplazione della natura […] con tutte le aggiunte fatte dall'autore all'ultima edizione francese 1781, arricchita delle molte note ed osservazioni da signori abati Lazzaro Spallanzani e Francesco Ferrara — En ligne : t. 1 ; t. 2 ; 2e  éd., t. 3, Venise, 1818

## Compléments

### Hommages
- Il y a une statue de lui à Scandiano.
- Dans l'espace :
  - sur Mars : cratère Spallanzani ;
  - sur la Lune : cratère Spallanzani ;
  - dans la ceinture principale d'astéroïdes : (10350) Spallanzani.